# Godło Tajlandii
Godło Tajlandii reprezentowane jest przez mitycznego ptaka Garudę – jedno z bóstw w hinduizmie i buddyzmie, wierzchowca (vahanam) boga Wisznu. 
Przedstawiony jest jako czerwony orzeł z ludzkim tułowiem i rękami, z których wyrastają pióra. W wielu miejscach ma różnorakie insygnia. Z czerwienią w wielu kulturach tej części świata związane są pozytywne konotacje. Dla Tajów jest to symbol wolności i nadziei na lepsze jutro.

## Historyczne wersje godła

Symbol dynastii Czakri, założonej w 1782 przez króla Ramę I
wariant
Godło Syjamu w latach 1873–1910, inspirowane herbami europejskimi